# Umberto Busani
Umberto Busani (Parma, 1º febbraio 1915 – Napoli, 29 ottobre 1957) è stato un calciatore italiano, noto anche come Berto.

## Caratteristiche tecniche
Veloce e di talento, definito una tra le migliori ali del Napoli,

## Carriera

### Club

#### Primi anni

Umberto Busani

Dopo aver iniziato la carriera al Chievo, dove si distinse, e aver aiutato la squadra a raggiungere la finalissima per il campionato veneto, passò al Verona e quindi alla Vigevanesi, con cui si mise in mostra, secondo La Stampa, nella vittoria per 1-0 in trasferta a Genova contro il Genova 1893 del 3 marzo 1935.

#### Alessandria
Grazie all'allenatore Soutschek passò all'Alessandria per sopperire alla cessione del suo asso Cattaneo; con la maglia dei grigi debuttò in Serie A il 22 settembre 1935 in Milan-Alessandria 2-0 e giocò la finale di Coppa Italia a Genova dell'11 giugno 1936 persa contro il Torino per 5-1, vestendo in questo periodo anche la maglia della nazionale B nella gara di Novara contro la Svizzera.
Si trasferì quindi alla Lazio nel 1936, società che, dopo aver preso Piola dalla Pro Vercelli, era in procinto di allestire una squadra che potesse puntare allo scudetto, offrendo quindi al club piemontese la considerevole cifra per l'epoca di 400.000 lire per lui ed i compagni di squadra Milano e Riccardi. I dirigenti grigi accettarono e la squadra piemontese non fu più all'altezza delle aspettative; retrocesse quindi per la prima volta in Serie B al termine del campionato 1936-1937.

#### Lazio
Con la maglia dei capitolini debuttò il 13 settembre 1936 nella vittoria casalinga della prima giornata del campionato contro il Milan per 3-0, in una stagione che vedrà i capitolini arrivare al secondo posto in classifica finale, a tre punti dal Bologna vincitore; il 10 gennaio 1937, in seguito alla vittoria contro il Bari per 3-1, si ritrovò per la prima volta nella sua storia in testa alla classifica. In quel campionato, che lo vide arrivare al quinto posto nella classifica dei cannonieri con quindici reti, Busani si fece notare anche per il gol nel derby perso dai biancocelesti per 3-1 il 18 ottobre 1936, e le quattro reti, di cui tre nei primi diciassette minuti, al Napoli, nella vittoria in trasferta dei laziali il 3 gennaio 1937. Gli anni successivi furono meno positivi per i biancoazzurri, contraddistinti dall'ottavo posto nel campionato seguente, dal nono nella stagione 1938-1939 e, nel suo ultimo anno con il club, dal quarto, in una stagione coronata dalla vittoria nel derby della capitale, giocato con quattro calciatori della squadra riserve e privo di Silvio Piola (26 maggio 1940). Nei suoi primi anni nella capitale giocò sempre da titolare, saltando poche partite, principalmente per infortunio, come nel caso della frattura alla clavicola di cui fu vittima il 29 gennaio 1939 in Lazio-Ambrosiana-Inter.

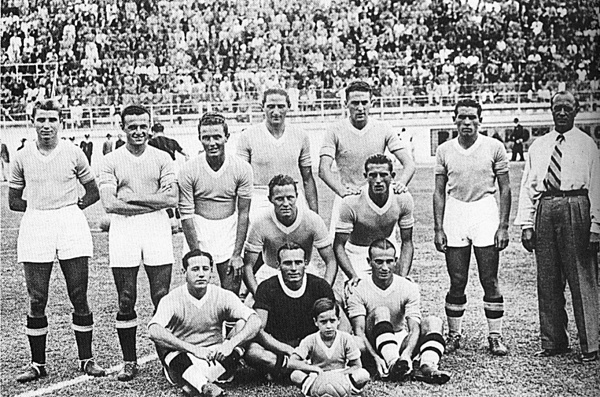
Busani (primo in piedi da sinistra) in una formazione della Lazio 1936-37

#### Napoli
Andò quindi al Napoli, con la cui maglia debuttò nella sconfitta in trasferta a Milano contro il Milano per 4-0 del 6 ottobre 1940; alla fine della stagione, conclusa dalla squadra all'ottavo posto, disputò tutte le partite. L'anno seguente, malgrado le 8 reti che ne fecero il miglior cannoniere della squadra in quella stagione in cui saltò solo una gara, retrocesse nonostante alcune vittorie contro Milano e Juventus ed i pareggi casalinghi contro le squadre che si piazzarono alla fine rispettivamente al secondo ed al primo posto in classifica finale: il Torino (30 novembre 1941, risultato finale 0-0) e la Roma (15 febbraio 1942, risultato finale 1-1). Il campionato 1942-1943, il primo di Serie B dei partenopei, lo vide scendere in campo in tutte le gare e segnare 10 reti (terzo miglior cannoniere della squadra), insufficienti tuttavia a riportare la squadra in massima categoria. 

#### Campionato di guerra
Allo scoppio della guerra fu ancora in Campania, giocando nel campionato campano del 1945 con la Frattese; fu impegnato in almeno quattro gare, contro lo Stabia e poi contro il Napoli, l'8 maggio 1945, quando segnò nel pareggio per 2-2, oltre alla gara del 29 aprile 1945 contro la Salernitana persa per 3-1, in cui segnò il gol su rigore all''89. In totale, segnò 15 reti (tra cui 5 rigori), compresa la doppietta nella gara persa contro la Scafatese per 3-2, risultando alla fine del torneo il secondo migliore cannoniere della competizione.

#### Napoli e ultimi anni
Nel dopoguerra tornò al Napoli, con cui si distinse per il gol che diede la vittoria ai partenopei contro il Milan per 3-2 in trasferta, il 16 giugno 1946 in una gara in cui il Corriere dello Sport ne elogiò la vivacità sottolineando anche i due tentativi di marcatura effettuati nel finale; si ripeté anche il 28 luglio 1946, quando portò la squadra in vantaggio nel pareggio casalingo contro la Juventus per 1-1. Tali marcature furono le uniche due che siglò nel girone finale di quel campionato. L'anno successivo, che lo vedrà tra i venti migliori cannonieri del campionato e capocannoniere della squadra con 12 reti, sarà decisivo nel pareggio interno contro il Grande Torino (vincitore dello scudetto con 10 punti di distacco sulla Juventus) per 2-2 del 15 dicembre 1946, in Inter-Napoli 2-3 (suo il gol dell'1-0 e del 3-2 finale) del 29 dicembre 1946, in Napoli-Juventus 3-3 del 23 marzo 1947 ed in Milan-Napoli 4-2 del 6 luglio 1947. Il campionato successivo, 1947-1948, fu di nuovo negativo per i partenopei, essendosi concluso con la retrocessione; scese in campo solo in 12 occasioni e marcò due reti. Terminò la carriera alla Casertana, dove nell'arco di due stagioni realizzò in totale 22 reti in 34 presenze.

### Nazionale
Giocò tre partite in nazionale B, debuttando nella gara di Novara del 5 aprile 1936, in cui fornì a Luigi Milano il passaggio decisivo per la prima rete dell'incontro vinto contro la Svizzera per 2-0.

### Dopo il ritiro
Rimase a vivere in Campania, dove gestì un negozio di articoli sportivi e allenò alcune squadre minori, tra cui l'Ischiaterme nella stagione 1956-1957. Morì alla fine di quell'anno, a causa dell'influenza asiatica, in un primo momento ritenuta non pericolosa; il dottor Alfonso Negro, suo ex compagno di squadra ed il Napoli, nei suoi ultimi giorni di vita, l'assistettero ed in seguito la società comunicò la notizia del decesso.

## Statistiche

### Presenze e reti nei club
| Stagione      | Club          | Campionato    | Campionato | Campionato | Campionato |
| Stagione      | Club          | Comp          | Pres       | Reti       |            |
| ------------- | ------------- | ------------- | ---------- | ---------- | ---------- |
| 1940-1941     | Napoli        | A             | 29         | 8          |            |
| 1941-1942     | Napoli        | A             | 29         | 8          |            |
| 1942-1943     | Napoli        | B             | 32         | 10         |            |
| 1945-1946     | Napoli        | DN            | 30         | 6          |            |
| 1946-1947     | Napoli        | A             | 38         | 12         |            |
| 1947-1948     | Napoli        | A             | 12         | 2          |            |
| Totale Napoli | Totale Napoli | Totale Napoli | 170        | 46         |            |
| Totale        | Totale        | Totale        | ?          | ?          |            |